# Lomaptera subarouensis
Lomaptera subarouensis är en skalbaggsart som beskrevs av Thomson 1877. Lomaptera subarouensis ingår i släktet Lomaptera och familjen Cetoniidae. Inga underarter finns listade i Catalogue of Life.